# Feliza Bursztyn
Feliza Bursztyn (Bogotá, 8 de septiembre de 1933 - París, 8 de enero de 1982) fue una artista y escultora colombiana, de ascendencia polaco-azquenazí.
Utilizó la chatarra de hierro y los desperdicios de acero inoxidable para realizar composiciones en diferentes escalas. Su maestro fue el también artista y escultor, Francisco "Pacho" Cardona Suárez. Además fue parte de la primera generación de artistas colombianos en pensar la relación entre el objeto escultórico y el espacio de exhibición, práctica conocida como instalación.

## Vida y obra
Estudió pintura en la Art Students League de Nueva York y escultura en la academia La Grande Chaumière en París. En los años 1960 desarrolló una gran cantidad de obras con ese material, pasando de trabajos sencillos como conglomerados de ruedas, aros, tuercas y láminas, poco soldados en torno a un eje vertical, a productos mucho más complejos.
En 1965 con la obra hecha de chatarra Mirando al norte obtuvo el primer premio de Escultura en el XVII Salón Nacional. En 1968 realizó una exposición con esculturas cinéticas. En 1971 realizó Homenaje a Gandhi, que se encuentra en la carrera Séptima con calle Cien, en Bogotá. En este periodo desarrolló asimismo el proyecto Las camas.
En la segunda parte de los años 1970 realizó otros dos trabajos públicos, la escultura  Andrómeda y el mural La última cena, compuesto por 276 paneles instalados a diferentes niveles, cada uno con un sinnúmero de cubiertos aplanados y pegados con soldadura de punto, que se encuentra en el Centro Hotelero del SENA en Bogotá. A principios de los años 1980 realizó varias esculturas, que se presentaron póstumamente.

### Exilio y muerte
A principios de los años 1980 la situación de orden público en Colombia se veía afectada, el gobierno nacional  expidió el decreto 1923 del 6 de septiembre de 1978, que será conocido como Estatuto de Seguridad. El Estatuto es la aplicación en Colombia de la llamada Doctrina de la Seguridad Nacional, según la cual las Fuerzas Armadas debían combatir al enemigo interno que amenazaba los intereses nacionales.
En el marco de ese régimen especial, el 24 de julio de 1981 una patrulla del ejército entró a la residencia que Feliza compartía con su último esposo, donde realizaron incautaciones a algunos de sus objetos personales, entre ellos una caja de fotografías que pertenecían a fotógrafos colombianos que las habían enviado a una muestra colectiva en Cuba en 1980 y que Feliza las había llevado a Colombia por encargo de los organizadores después de un reciente viaje a La Habana (había asistido a una exposición de sus últimas esculturas en Casa de las Américas), para devolvérselas a sus dueños.
Los militares se llevaron también una pistola que un amigo le había regalado hacía muchos años, que ella nunca usó y ya ni siquiera funcionaba.  Dos días después, el 27 de julio, recibió la citación de un juez militar. Éste la acusó formalmente de tenencia ilegal de arma: le informó que de acuerdo con la normatividad vigente ello significaba cinco años de cárcel. Y le ordenó presentarse nuevamente en su despacho después de dos días. A Feliza no le quedó otra alternativa que el asilo: lo solicitó en la Embajada de México, donde se refugió hasta el 5 de agosto. 

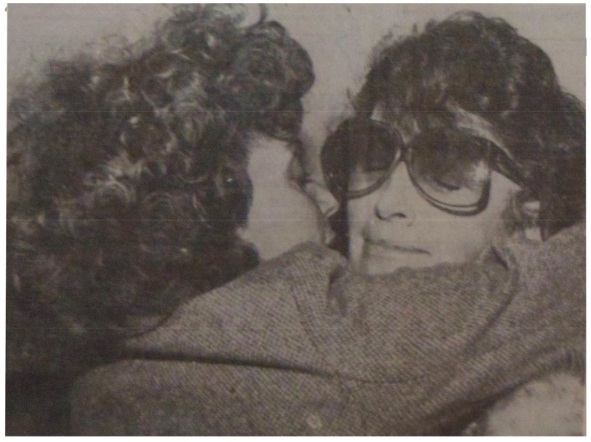
Fanny Mikey y Bursztyn, despidiéndose en el Aeropuerto Internacional El Dorado en 1981.

En el transcurso de esos días el gobierno colombiano, por intermedio de la cancillería, hizo saber públicamente que sobre la artista no había ninguna acusación (pese a que los hechos indicaran lo contrario) y que, por lo tanto, podía salir del país sin salvoconducto y regresar libremente. Pocos días después, sin embargo, el diario El Espectador dio a conocer una declaración de un oficial de alto rango, que nunca reveló su identidad, según la cual Bursztyn era un enlace entre la guerrilla del M-19 y miembros del gobierno cubano. Las evidencias que decía tener nunca fueron presentadas.
El 6 de agosto de 1981 la escultora inició oficialmente su exilio en la capital mexicana, lejos de su familia: su esposo se quedó en Bogotá, su madre, sus tres hijas (de su primer matrimonio) y su hermana vivían en Estados Unidos; de hecho, solicitó visa a ese país para reunirse con ellas, pero le fue negada. Al llegar a México vivió en la casa de Gabriel García Márquez hasta que fue becada por el Ministerio de Cultura de Francia. Estando en México su salud se deterioró.Viajó a París a mediados de octubre, pasó el año nuevo en la casa del pintor Saturnino Ramírez, en compañía de Luis Caballero y otros amigos.
En los días siguientes, Feliza y Pablo, se dedicaron a caminar y a escuchar música sacra, hasta que el viernes 8 de enero, García Márquez los invitó a comer, ya que él regresaba de un viaje a España. Feliza fue al apartamento de Gabriel García Márquez y de allí salió para el restaurante en compañía de Pablo Leyva, Mercedes Barcha, Enrique Santos Calderón y María Teresa de Santos. Sentada en la mesa, en compañía de sus amigos, falleció de un infarto fulminante.
El gobierno nacional nunca se retractó de la acusación que realizó de Feliza. Días después, sus restos regresaron a Bogotá donde fue sepultada.

## Familia

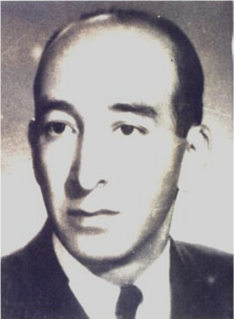
Su último suegro, el médico José Pablo Leyva.

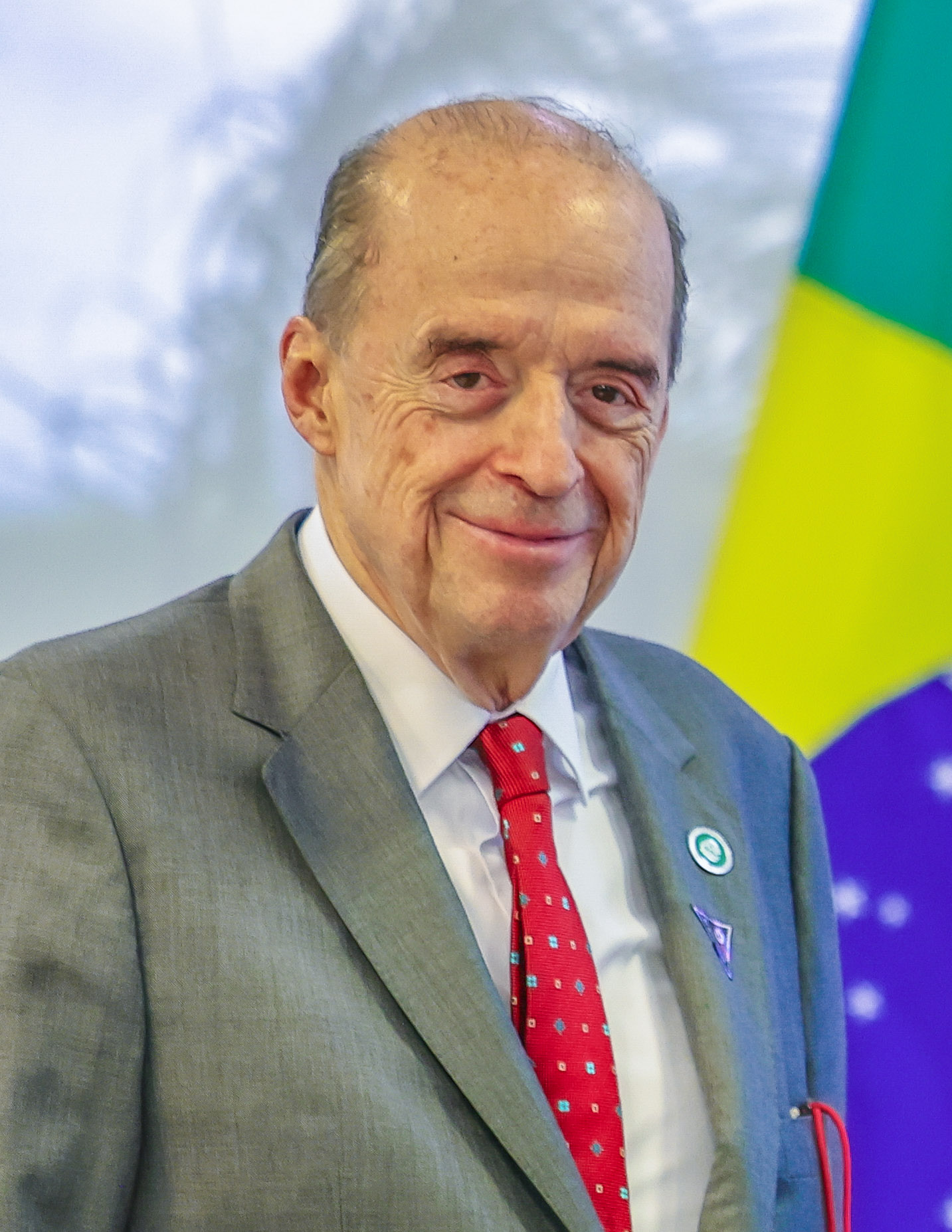
El primo de su último esposo, el excanciller Álvaro Leyva Durán.

Feliza Bursztyn Rzeznik era hija de los inmigrantes polacos Yakov Ariah Bursztyn y Chajale Rzeznik, ambos judíos azquenazíes, y hermanastra de la bióloga colombo-polaca Hela Bursztyn.

### Matrimonios y descendencia
En primeras nupcias, Feliza se casó en 1952 con el judío estadounidense Lawrence Fleischer, con quien tuvo a sus hijasː Jeannie, Bethina y Michelle Fleischer Bursztyn. Se divorció de Lawrence dos años después.
Su último esposo fue el ingeniero químico Pablo Leyva Franco, quien era hijo del médico José Pablo Leyva Urdaneta y de su esposa Lucía Franco Uribe. José Pablo era hermano del exministro Jorge Leyva Urdaneta, padre del excanciller Álvaro Leyva Durán, y hermanastro del médico Lisandro Leyva Pereira (sobrino segundo del expresidente Salvador Camacho Roldán). A su vez era hijo del militar Lisandro Leyva Mazuera.
Por otra parte, Pablo era trastatranieto del general Francisco Urdaneta (primo del expresidente Rafael Urdaneta), y sobrino trastataranieto del militar colombo-francés Atanasio Girardot. Por esa línea sanguínea, es pariente también del expresidente Roberto Urdaneta Arbeláez y del polímata Alberto Urdaneta Urdaneta.
Por su parte Pablo Leyva, ya viudo, tuvo en segundas nucpias a sus hijos artistas Camilo Leyva Espinel y Nicolás Leyva Townsend, ambos académicos vinculados a la Universidad Javeriana.